# Coton Sport FC de Garoua
Cotonsport Garua – kameruński klub piłkarski, grający w pierwszej lidze, mający siedzibę w mieście Garua. Jest jednym z najbardziej utytułowanych klubów w kraju. Siedmiokrotnie zostawał mistrzem, a dwukrotnie zdobywał Puchar Kamerunu. W 2003 był finalistą Afrykańskiego Pucharu Konfederacji - w finale przegrał jednak z marokańskim zespołem Raja Casablanca (0:2, 0:0).

## Sukcesy
- Mistrzostwo Kamerunu: 1997, 1998, 2001, 2003, 2004, 2005, 2006, 2007, 2008, 2010, 2011, 2013, 2014, 2015, 2018, 2021, 2022.
- Puchar Kamerunu: 2003, 2004
- Finalista Afrykańskiego Pucharu Konfederacji: 2003

## Znani zawodnicy
- Nicolas Alnoudji
- Joseph Ndo
- Daniel Ngom Kome